# دونالد ديوك
دونالد ديوك (بالإنجليزية: Donald Duke)‏ هو سياسي نيجيري، ولد في 30 سبتمبر 1961 في نيجيريا. حزبياً، نشط في حزب الشعب الديمقراطي. وقد انتخب Governor of Cross River State ‏.